# Long Ambients 1: Calm, Sleep.
| Recensione | Giudizio |
| ---------- | -------- |
| AllMusic   | [ 1 ]    |

Long Ambients 1: Calm. Sleep. è il dodicesimo album del musicista Moby, uscito il 25 febbraio 2016 e disponibile in download gratuito nel suo sito.

## Tracce
1. LA1 – 20:52
2. LA2 – 18:59
3. LA3 – 22:52
4. LA4 – 17:31
5. LA5 – 35:39
6. LA6 – 19:13
7. LA7 – 18:04
8. LA8 – 20:07
9. LA9 – 27:32
10. LA10 – 23:39
11. LA11 – 20:24